# Sebastian Suchowicz
Sebastian Suchowicz (ur. 20 stycznia 1976 w Gdańsku) – polski piłkarz ręczny, bramkarz.
W polskiej ekstraklasie zadebiutował w 1995, będąc zawodnikiem Spójni Gdańsk (w spotkaniu z Pogonią Zabrze). W latach 1999–2002 grał w Wybrzeżu Gdańsk, z którym dwukrotnie wywalczył mistrzostwo Polski. W sezonach 2000/2001 i 2001/2002 występował w barwach gdańskiego klubu w Lidze Mistrzów, m.in. w meczach z Barceloną i Montpellier Handball. Następnie był zawodnikiem Warszawianki i MMTS-u Kiwdzyn (2004–2013; zdobył wicemistrzostwo Polski w sezonie 2009/2010). W marcu 2011 był tymczasowym trenerem kwidzyńskiej drużyny w wygranym meczu z Azotami-Puławy (32:28).
W latach 2013–2015 grał w Górniku Zabrze. W 2015 przeszedł do Gwardii Opole, lecz ze względu na kontuzję kręgosłupa rozwiązał swój kontrakt z opolskim klubem bez rozegrania żadnego meczu. W latach 2016–2019 był zawodnikiem Wybrzeża Gdańsk. Następnie został kierownikiem gdańskiej drużyny.
Rozegrał 34 mecze w reprezentacji Polski. W 2002 uczestniczył w zgrupowaniu kadry przed mistrzostwami Europy w Szwecji; w turnieju ostatecznie nie wystąpił.

## Sukcesy
Wybrzeże Gdańsk
- Mistrzostwo Polski: 1999/2000, 2000/2001